# Милка Боснић
Милка Мика Боснић (Врточе, код Дрвара, 1928 — Дрвар, 25. мај 1944) била је чланица Савеза комунистичке омладине Југославије, која је убијена од стране немачких војника током Десанта на Дрвар, а касније проглашена за народног хероја Југославије.

## Биографија
Рођена је 1928. године у селу Врточе код Дрвара. Мајка Јелица и отац Пера имали су још три ћерке и три сина. Мика је пред рат завршила основну школу. Ишла је у први разред грађанске школе.
После устанка, иако још дете, Мика се прикључила дрварској комунистичкој и антифашистичкој омладини. Учествовала је у прикупљању хране и одеће за Народноослободилачку војску, чишћењу града, превијању рањеника и писању и лепљењу парола. Пред немачки десант на Дрвар примљена је у чланство Савеза комунистичке омладине Југославије (СКОЈ) и постала је курир у Команди места.
Непосредно пре десанта на Дрвар, 25. маја 1944. године, у Дрвару је формирана тенковска чета Првог пролетерског корпуса. Она је изводила вежбе у околини Дрвара, тако да су Дрварчани познавали партизанске тенкове и њихову посаду.
У току борбе против немачких падобранаца један партизански тенк нашао се у опасности да га немачка војска уништи. У тенку су били Драгослав Радосављевић Соћа, комесар тенковске чете, возач Спасо Ђурашковић и нишанџија Јелача. У једном тренутку, немачки војници су на тенк набацили ћебе, тако да је возачу био заклоњен видик. Сви чланови посаде тенка били су рањени и претила је опасност да буду заробљени. У том тренутку су поред тенка пролазили заробљени Дрварчани које су спроводили немачки војници. Међу њима била је и шеснаестогодишња Милка Боснић. Увиђајући опасност у којој се нашла посада тенка, Милка је искочила из колоне заробљеника, притрчала тенку и збацила ћебе. Рањеном возачу поново се отворио видик, покренуо је тенк и наставио борбу. Разбеснели немачки војници, којима је плен тако изненада измакао, окомили су се на девојчицу и сасекли је бајонетима. Убили су још много Дрварчана, међу њима и Милкину мајку Јелицу и брата Здравка.
Милкин други брат, Ђорђе, убијен је неколико дана касније. Отац Перо је умро годину пре Десанта, од тифуса, заједно с најмлађом ћерком Радмилом. Од бројне породице, преживеле су две Милкине сестре, Душанка и Добрила, као и њихов шестогодишњи брат Владо. Душанка је и сама била изведена на стрељање, али је само тешко рањена. Успела је да се извуче из гомиле лешева, и са тавана оближње куће је посматрала како јој немачки војници убијају сестру Милку.
У Дрвару, поред Музеја „25. мај 1944.“, стоје и данас остаци партизанског тенка.
Указом председника СФР Југославије Јосипа Броза Тита 17. маја 1974. проглашена је за народног хероја.
Касарна Оружаних снага БиХ на Мањачи носи њено име.